# Akinator
Akinator es un juego en línea, creado en agosto de 2007 en Francia, que consiste en un genio que puede adivinar qué personaje está pensando el usuario, sea real o no, a través de preguntas sobre las características del mismo. El juego está disponible para las plataformas de Android, iOS, Windows Phone y mediante su sitio web.

## Historia
Akinator fue desarrollado en agosto de 2007 por los franceses Jeff Deleau y Arnaud Magret y cobró popularidad mundial en noviembre de 2008 según Google Trends. Este juego nació como una versión más interactiva del «Adivina quién». Antes de expandirse por el mundo, Akinator logró gran popularidad en Israel, Alemania y Francia, países en donde fue desarrollado.

### Dinámica del juego
El juego trata de pensar en un personaje, que puede ser real o no, y con base en eso el genio irá haciendo una serie de preguntas sencillas que tendrán que ser respondidas con alguna de las siguientes cinco opciones: Sí, No, No lo sé, Probablemente o Probablemente no.
Dependiendo de las respuestas, el programa irá reduciendo sus opciones. Hace preguntas hasta que adivina en quién/qué estás pensando hasta tratar de adivinar.
Aparte de personajes, también existe un modo en el que puedes adivinar animales.

## Aki Awards
En las versiones para Android y iOS, existen unas medallas llamadas Aki Awards, las cuales se obtienen al final de una partida, y varían dependiendo del tiempo que pasó cuando el personaje fue adivinado por última vez. Estas dan puntuación (excepto por el Aki Award estándar, que no da puntuación) y una moneda llamada Geniz, con la que puedes comprar atuendos y sombreros para personalizar a Akinator. 

También hay una sección de ranking que presenta a los jugadores con mayor puntuación, y que se reinicia cada día. 

A continuación se mostrará una tabla que muestra la información de los Aki Awards.
| Nombre                | Geniz   | Requisitos                                |
| --------------------- | ------- | ----------------------------------------- |
| Estándar              | 100 Gz  | Personaje adivinado hace menos de 6 horas |
| Bronce                | 200 Gz  | Personaje adivinado hace más de 6 horas   |
| Plata                 | 400 Gz  | Personaje adivinado hace más de 1 día     |
| Oro                   | 800 Gz  | Personaje adivinado hace más de 7 días    |
| Platino               | 1500 Gz | Personaje adivinado hace más de 1 mes     |
| Negro                 | 5000 Gz | Personaje adivinado hace más de 6 meses   |
| Reto diario           | Nada    | 1 personaje del reto diario               |
| Reto diario (segundo) | 1000 Gz | Todos los personajes del reto diario      |

### Reto diario
En estas mismas versiones del juego, existe un reto llamado Reto diario en el que tienes que adivinar un grupo específico de cinco personajes, aunque puedes comprar pistas por 500 Geniz (la moneda del juego en estas versiones, abreviada como "Gz"). Al adivinar a uno de esos personajes, obtienes un Aki Award especial (del que no obtienes Geniz); pero si adivinas todos los cinco personajes, obtienes otro Aki Award especial con el que recibes 1000 Geniz.